# Марк Аврелий Скавър
Марк Аврелий Скавър (на латински: Marc Aurelius Scaurus; † 105 пр.н.е.) e политик и генерал на Римската република през 2 век пр.н.е.
През 108 пр.н.е. е избран за суфектконсул на мястото на Квинт Хортензий заедно със Сервий Сулпиций Галба. През 105 пр.н.е. е легат при Гней Малий Максим и отива в Галия да се бие против кимврите. Той е командир на една турма (ескадрон от конници). В битката при Аравзио против кимврите в Цизалпийска Галия е пленен от генерал Боиорикс.
Кимврийските войници го завеждат при Боиорикс и той го съветва да се предаде на римляните.
Боиорикс е възмутен от този съвет и заповядва да го изгорят жив пред очите на войската.